# Bongo (Trommel)

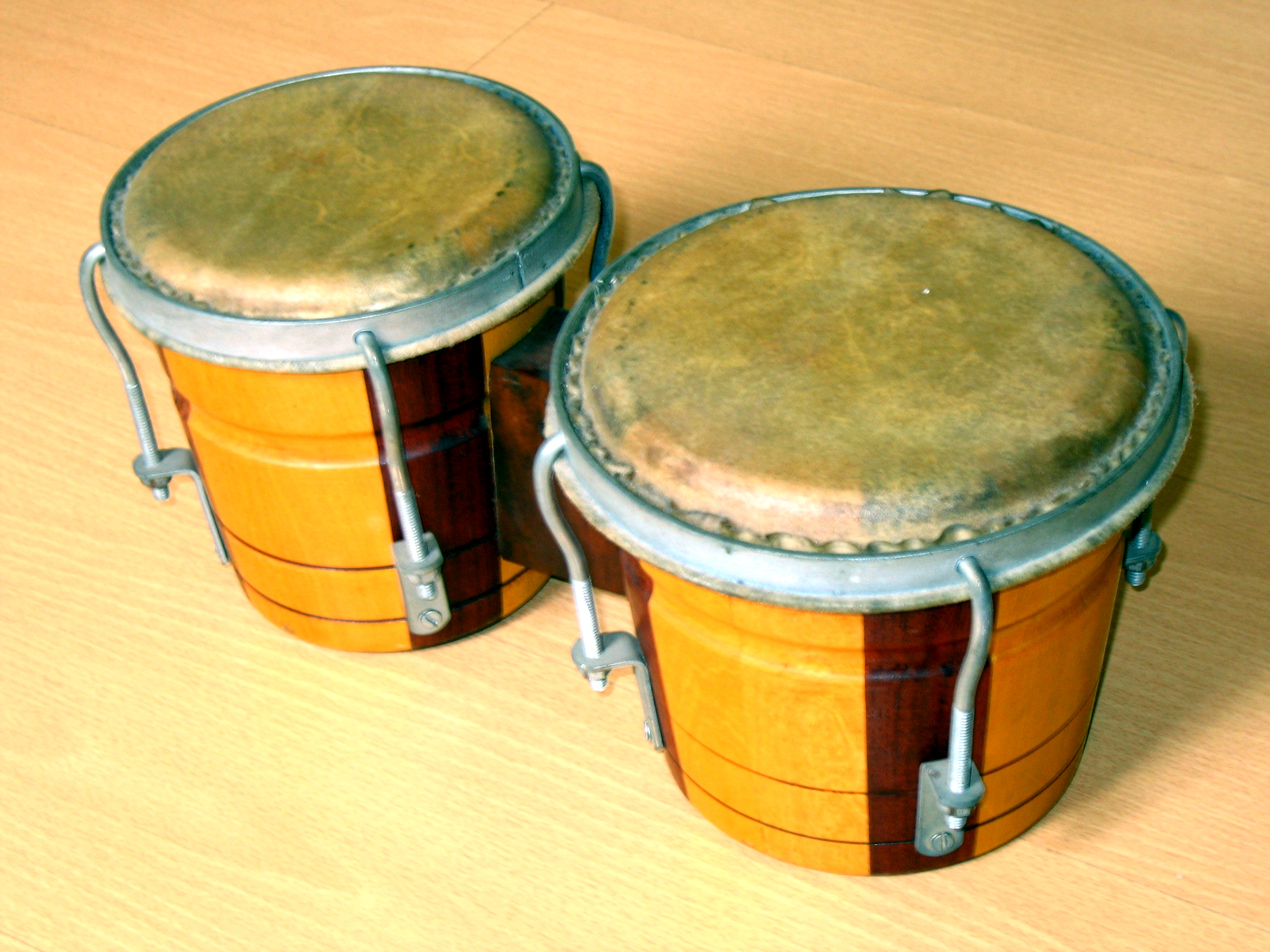
Bongo

Die Bongo oder Bongo-Trommel (spanisch bongó) ist eine meist paarweise verwendete, kleine einfellige stimmbare Röhrentrommel mit zylindrischen Zargen, die mit Fingern oder Händen geschlagen wird. Es werden auch drei bis vier Bongos zugleich gespielt. Die Bongo-Trommeln stammen aus Kuba. Die kleinere Trommel nennt man macho (spanisch Männchen), die größere hembra (spanisch Weibchen). Im Son Cubano und davon abgeleiteten Stilen wechselt derjenige, der die Bongos spielt, im Mambo oder Montuno genannten Teil des Stücks zu einer Kuhglocke, spanisch cencerro. Der Spieler des Instruments heißt bongocero.

## Herkunft
Kuba und die dort lebenden Arawak gerieten in der ersten Hälfte des 16. Jahrhunderts unter spanische Kontrolle. Für den Zuckerrohranbau kauften sich die spanischen Pflanzer im 17. und 18. Jahrhundert tausende afrikanischer Sklaven.
Beim Aufstand gegen die französische Kolonialmacht in Saint-Domingue (heute Haiti) 1791 flüchteten viele schwarze Landarbeiter auf die Nachbarinsel Kuba und brachten ihre Trommelrhythmen mit den dazugehörigen Bräuchen, Gesängen und Tänzen mit. Diese vermischten sich im Laufe der Zeit mit der Gitarrenmusik der spanischen Bauern. Eine ländliche Instrumentengruppe, die sich dem Son widmete, bestand gerade mal aus drei Spielern, die mit Tres, Guiro und Bongos durch die Lande zogen. Die Membranen bestanden ursprünglich aus Ziegenfell.

## Bauform

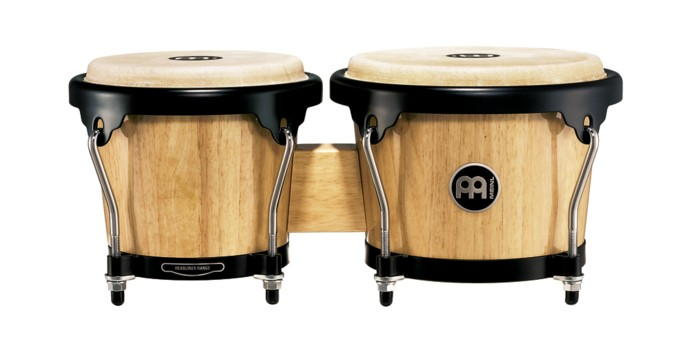
Bongo

Die Bongos sind zwei kleine, unterschiedlich große und mit einer Haut (Ziegen- oder Kunststofffell) bespannte Röhrentrommeln, deren Korpus sich nach unten etwas verjüngt und die durch unterschiedliche Konstruktionen miteinander verbunden sind. Bei der geläufigsten Methode werden die beiden Trommelkörper durch einen simplen Holzblock miteinander verschraubt bzw. verleimt. Moderne Versionen der Bongo verfügen aber auch über Verbindungen aus Metall und/oder Kunststoff, wie z. B. die „Free Ride“ Bongos des deutschen Herstellers Meinl. Konventionelle Instrumente werden in Fassbauweise gefertigt, das heißt, dass kleine Holzdauben miteinander verleimt werden, so wie man es von einem Weinfass her kennt. Es gibt aber auch Konstruktionen, die sich einer Fertigungsmethode aus dem Schlagzeugbau bedienen. Hierzu werden mehrere dünne Lagen Holzfurnier zu einem Zylinder verleimt. Moderne Bongos werden oft auch aus Fiberglas gefertigt. Die Höhe der Zargen beträgt 14 bis 17 cm, der Felldurchmesser der Einfelltrommeln reicht von etwa 15 bis 23 cm. Heute gibt es auch Bongos, die aus Kunststoff bestehen und/oder mit einer Kunststoffbespannung versehen sind. Diese Bongos sind witterungsbeständig und lassen sich deshalb problemlos im Freien einsetzen. 

## Spielweise
Musiker positionieren die beiden Trommeln nebeneinander vor sich und schlagen die größere Trommel üblicherweise mit der rechten Hand. Man kann mit der flachen Hand über die Kante und aufs Fell oder nur aufs Fell schlagen, kann mit der ganzen Hand oder nur mit den Fingern spielen, kann mit der einen Hand dämpfen, während die andere spielt, oder kann einen einzelnen Schlag sofort dämpfen, indem man die Schlaghand auf dem Fell lässt. Man kann aber auch mit Schlagzeugsticks Bongos spielen. Die Bongos werden in allen kubanischen Tänzen gebraucht. „Martillo“ (Hammer) ist der Basisrhythmus der Bongos.
Bongos werden hauptsächlich im Son Cubano, in der Salsa-Musik und seit den 1960er Jahren im Bachata verwendet. Da Bongos sehr hoch gestimmt sind und daher sehr durchdringend klingen, werden sie in der Regel für solistische Stimmen eingesetzt. Zur Begleitung wird eher die Conga verwendet. Die Bongos sind die klanghöchsten Fellinstrumente der lateinamerikanischen Handtrommeln und sind mit den Congas die typischsten, wohl meistverbreiteten Perkussionsinstrumente aus Kuba. Bongos sind ungefähr im Bereich einer Quinte stimmbar (größeres Bongo von g bis d´, kleineres von a bis e´), zueinander sind sie normalerweise in Quarte, Quinte oder kleiner Sexte gestimmt.